# 1755 Lorbach
1755 Lorbach eller 1936 VD är en asteroid i huvudbältet, som upptäcktes den 8 november 1936 av den franska astronomen Marguerite Laugier i Nice. Den har fått sitt namn efter Anne Lorbach Herget, fru till den amerikanske astronomen Paul Herget.
Asteroiden har en diameter på ungefär 24 kilometer och den tillhör asteroidgruppen Eos.